# Pavé Blesois
De Pavé Blesois is een Franse kaas afkomstig uit de regio Centre-Val de Loire.
De Pavé Blesois is een geitenkaas, in de vorm van een tegel, vandaar ook de naam "Pavé". Het is een kaas met een zachte kaasmassa in een zilvergrijze korst.
De korst krijgt die kleur doordat de kaas gezouten wordt met een mengsel van zout en houtskoolas. De kaas wordt gemaakt van volle, rauwe geitenmelk en is zeer aangenaam van smaak, maar heeft wel heel duidelijk het geitenmelk-aroma.
De kaas heeft een rijpingstijd van 2-3 weken.